# Stazione meteorologica di Ormea
La stazione meteorologica di Ormea è la stazione meteorologica di riferimento relativa alla località di Ormea.

## Coordinate geografiche
La stazione meteo si trova nell'Italia nord-occidentale, in Piemonte, in provincia di Cuneo, nel comune di Ormea, a 730 metri s.l.m. e alle coordinate geografiche 44°09′N 7°54′E.

## Dati climatologici
In base alla media del trentennio di riferimento climatico 1961-1990, la temperatura media del mese più freddo, gennaio, si attesta a +1,0 °C; quella del mese più caldo, luglio, è di +19,8 °C .
| Ormea              | Mesi | Mesi | Mesi | Mesi | Mesi | Mesi | Mesi | Mesi | Mesi | Mesi | Mesi | Mesi | Stagioni | Stagioni | Stagioni | Stagioni | Anno |
| Ormea              | Gen  | Feb  | Mar  | Apr  | Mag  | Giu  | Lug  | Ago  | Set  | Ott  | Nov  | Dic  | Inv      | Pri      | Est      | Aut      | Anno |
| ------------------ | ---- | ---- | ---- | ---- | ---- | ---- | ---- | ---- | ---- | ---- | ---- | ---- | -------- | -------- | -------- | -------- | ---- |
| T. max. media (°C) | 4,3  | 6,3  | 10,0 | 14,0 | 18,5 | 22,5 | 25,1 | 24,1 | 20,6 | 15,2 | 9,7  | 5,8  | 5,5      | 14,2     | 23,9     | 15,2     | 14,7 |
| T. min. media (°C) | −2,4 | −1,3 | 1,7  | 5,4  | 8,7  | 12,0 | 14,4 | 13,4 | 10,9 | 6,5  | 2,3  | −0,7 | −1,5     | 5,3      | 13,3     | 6,6      | 5,9  |